# The Pinnacle (catch)
 (août 2021).
Si vous disposez d'ouvrages ou d'articles de référence ou si vous connaissez des sites web de qualité traitant du thème abordé ici, merci de compléter l'article en donnant les références utiles à sa vérifiabilité et en les liant à la section « Notes et références ».
 (août 2021).
Palmarès
1 fois champions du monde par équipe de la AEW (FTR)
1 fois champions du monde par équipe de la AAA (FTR)
1 fois champions du monde par équipe de la ROH (FTR)
1 fois champions par équipe de la IWGP (FTR)
1 fois champion TNT de la AEW (Wardlow)
The Pinnacle est un clan de catcheurs Face, composé de FTR (Cash Wheeler et Dax Harwood), Wardlow et Shawn Spears. Ils travaillent actuellement à la All Elite Wrestling. Les premiers sont les actuels champions du monde par équipe de la AAA, champions du monde par équipe de la ROH et champions par équipe de la IWGP, tandis que le second est l'actuel champion TNT de la AEW.

## Histoire

### All Elite Wrestling (2021-2022)

#### Formation, capture des titres mondiaux par équipe de la AAA et départs de membres (2021-2022)
Le 10 mars 2021 à Dynamite, MJF est renvoyé du Inner Circle et présente les membres de son nouveau clan : Wardlow, Shawn Spears, FTR (Cash Wheeler et Dax Harwood), Tully Blanchard et lui-même, ce qui déclenche une bagarre entre les 10 hommes, où ils tabassent leurs adversaires. Le 31 mars à Dynamite, le clan se fait, à son tour, tabasser par le clan rival.
Le 5 mai à Dynamite : Bloods & Guts, le clan bat le clan rival dans un Bloods & Guts Match par capitulation. Le 30 mai à Double or Nothing, le clan perd le match revanche face au clan rival dans un Stadium Stampede Match.
Le 16 octobre à Dynamite, Cash Wheeler et Dax Harwood deviennent les nouveaux champions du monde par équipe de la AAA en battant les Lucha Brothers. Le 13 novembre à Full Gear, MJF bat Darby Allin, mais Cash Wheeler et Dax Harwood ne remportent pas les titres mondiaux par équipe de la AEW, battus par les Lucha Brothers. Le 11 décembre à Final Battle, FTR fait une apparition surprise, à la Ring of Honor, en attaquant les Briscoe Brothers (Jay Briscoe et Mark Briscoe).

#### Renouveau du clan, capture des titres mondiaux par équipe de la ROH, des titres par équipe de la IWGP et du titre TNT de la AEW (2022)
Le 6 mars 2022 à Revolution, Wardlow remporte l'anneau dans un Face of the Revolution Ladder Match, battant ainsi Christian Cage, Keith Lee, Orange Cassidy, Powerhouse Hobbs et Ricky Starks. Plus tard dans la soirée, MJF perd face à CM Punk dans un Dog Collar Match, où Wardlow effectue un Face Turn en aidant le second à gagner le combat. Le 9 mars à Dynamite, Wardlow annonce quitter le clan et ne plus travailler pour MJF en tant que garde du corps. De son côté, Tully Blanchard est renvoyé par FTR, et quitte lui aussi le clan.
Le 1er avril à SuperCard Of Honor XVI, FTR devient les nouveaux champions du monde par équipe de la ROH en battant les Briscoe Brothers. Après le combat, le duo effectue un Face Turn en se courbant et prenant leurs adversaires dans les bras, mais les Young Bucks attaquent les anciens champions par équipe de la compagnie. Le 29 mai à Double or Nothing, MJF perd face à Wardlow. Après le combat, Tony Schiavone annonce au second être officiellement engagé par la compagnie. Le 26 juin à AEW × NJPW: Forbidden Door, FTR conserve leurs titres mondiaux par équipe de la ROH et de la AAA, puis devient les nouveaux champions par équipe de la IWGP en battant The United Empire (Great-O-Khan et Jeff Cobb) et Roppongi Vice (Trent Beretta et Rocky Romero) dans un 3-Way Winner Takes All Tag Team Match, remportant les titres pour la première fois de leurs carrières.
Le 6 juillet à Dynamite, Wardlow devient le nouveau champion TNT de la AEW en battant Scorpio Sky dans un Street Fight Match, remportant le titre pour la première fois de sa carrière, ainsi que son premier titre personnel. Le 13 juillet à Fyter Fest - Night 1, Wardlow conserve son titre en battant Orange Cassidy. Le 4 septembre à All Out, Wardlow et FTR battent Jay Lethal et The Motor City Machine Guns (Chris Sabin et Alex Shelley) dans un 6-Man Tag Team Match.
Le 12 octobre à Dynamite, Shawn Spears effectue son retour, après 5 mois d'absence, et un Face Turn en rejoignant FTR, Samoa Joe et Wardlow pour confronter Embassy, le clan de Prince Nana.

## Membres du clan
| * | Membre(s) fondateur(s) |
| L | Leader(s)              |
| M | Manager                |

| Identité        | Identité | Arrivée      | Départ        | Notes |
| --------------- | -------- | ------------ | ------------- | ----- |
| MJF             | * L      | 10 mars 2021 | 1er juin 2022 |       |
| Wardlow         | *        | 10 mars 2021 | 6 mars 2022   |       |
| Cash Wheeler    | *        | 10 mars 2021 | 30 mars 2022  |       |
| Dax Harwood     | *        | 10 mars 2021 | 30 mars 2022  |       |
| Shawn Spears    | *        | 10 mars 2021 | 1er juin 2022 |       |
| Tully Blanchard | * M      | 10 mars 2021 | 9 mars 2022   |       |

### Sous-groupes
| Sous-groupes | Membres                   | Formations | Genre  |
| ------------ | ------------------------- | ---------- | ------ |
| FTR          | Cash Wheeler Dax Harewood | 2021-...   | Équipe |

## Palmarès
- Lucha Libre AAA Worldwide
  - 1 fois AAA World Tag Team Championship - Cash Wheeler et Dax Harewood